# Hamza El-Hacham
Hamza El-Hacham es un deportista marroquí que compite en taekwondo. Ganó dos medallas en el Campeonato Africano de Taekwondo, oro en 2021 y plata en 2022.

## Palmarés internacional
| Campeonato Africano | Campeonato Africano | Campeonato Africano | Campeonato Africano |
| Año                 | Lugar               | Medalla             | Categoría           |
| ------------------- | ------------------- | ------------------- | ------------------- |
| 2021                | Dakar (Senegal)     | Medalla de oro      | –54 kg              |
| 2022                | Kigali (Ruanda)     | Medalla de plata    | –54 kg              |